# Fantastiska vidunder: Dumbledores hemligheter
Fantastiska vidunder: Dumbledores hemligheter (engelska: Fantastic Beasts: The Secrets of Dumbledore) är en amerikansk-brittisk fantasyfilm från 2022. Det är uppföljaren till Fantastiska vidunder: Grindelwalds brott från 2018 och är baserad på karaktärer av J.K. Rowling. Filmen är regisserad av David Yates, med manus skrivet av Rowling och Steve Kloves.
Filmen hade biopremiär i Sverige den 8 april 2022, utgiven av Warner Bros.

## Handling
Handlingen utspelar sig på 1930-talet och handlar om hur trollkarlsvärlden var inblandade i andra världskriget. De utforskar de magiska samhällena i Bhutan, Tyskland och Kina, förutom tidigare etablerade platser så som USA och Storbritannien. Med Grindelwalds snabbt växande makt snabbt blir Newt Scamander och hans vänner anförtrod av Albus Dumbledore att utföra ett uppdrag som kommer att leda till en strid med Grindelwalds armé.

## Rollista (i urval)
- Eddie Redmayne – Newt Scamander
- Katherine Waterston – Tina Goldstein
- Dan Fogler – Jacob Kowalski
- Alison Sudol – Queenie Goldstein
- Ezra Miller – Credence Barebone
- Callum Turner – Theseus Scamander
- William Nadylam – Yusuf Kama
- Poppy Corby-Tuech – Vinda Rosier
- Jessica Williams – Professor Eulalie "Lally" Hicks
- Jude Law – Albus Dumbledore
- Mads Mikkelsen – Gellert Grindelwald
- Victoria Yeates – Bunty
- Oliver Masucci – Head of the International Confederation of Wizards